# Liste des parcs zoologiques d'Amérique du Nord
Cet article établit une liste des parcs zoologiques du Canada et des États-Unis, avec classement alphabétique par provinces canadiennes et par États américains (Washington D.C. est fin de cette liste).

## Canada

### Ontario
- Niagara Falls : Marineland du Canada
- Toronto : Zoo de Toronto

## États-Unis

### Alabama
- Gulf Shores : Alabama Gulf Coast Zoo
- Birmingham : zoo de Birmingham
- Montgomery : zoo de Montgomery
- Wilmer : The Mobile Zoo

### Alaska
- Anchorage : zoo d'Alaska
- Portage Glacier : Alaska Wildlife Conservation Center
- Seward : Alaska Sealife Center
- Sitka : Alaska Raptor

### Arizona
- Cameron : Cameron Park Zoo
- Litchfield Park : Wildlife World Zoo
- Phoenix : zoo de Phoenix
- Prescott : Heritage Park Zoo
- Scottsdale : The Oasis
- Scottsdale : Southwest Wildlife Rehabilitation
- Scottsdale : Out of Africa Wildlife Park
- Sun City West : Where Wolves Rescue
- Tempe : SeaLife Arizona
- Tonopah : Eagle Tail Mountain Wolf Sanctuary
- Tucson : Reid Park Zoo
- Tucson : Arizona-Sonora Desert Museum
- Valentine : Keepers of the Wild
- Williams : Grand Canyon Deer Farm
- Window Rock : Navajo Nation Zoological and Botanical Park

### Arkansas
- Eureka Springs : Turpentine Creek Wildlife Refuge and Foundation
- Greenbrier : Riddle's Elephant and Wildlife Sanctuary
- Little Rock : Little Rock Zoo
- Hot Springs : Arkansas Alligator Farm and Petting Zoo
- Crossett : Crossland Zoo
- Gentry : Wild Wilderness Drive-Through Safari
- Witts Springs : Top of the Rock Exotic Animal Sanctuary

### Californie
- Acton : Shambala Preserve
- Alviso : San Francisco Bay Bird Observatory
- Comté de Los Angeles : Wildlife Waystation
- Atascadero : Charles Paddock Zoo
- Bakersfield : California Living Museum
- Big Bear Lake : Moonridge Animal Park
- Carlsbad : SeaLife California
- Dana Point : Ocean Institute
- Dunlap : Sierra Endangered Cat Haven
- Eureka : Sequoia Park Zoo
- Fallbrook : Emerald Forest Bird Gardens
- Folsom : Folsom City Zoo Sanctuary
- Fountain Valley : The Reptile Zoo
- Fresno : Zoo de Fresno Chaffee
- Herald : Amanda Blake Memorial Wildlife Refuge
- La Jolla : Birch Aquarium at Scripps
- Lodi : Micke Grove Zoo
- Los Angeles : Zoo de Los Angeles
- Lucerne Valley : Wolf Mountain Sanctuary
- Modjeska Canyon : Tucker Wildlife Sanctuary
- Oakland : Zoo d'Oakland
- Orange : Orange County Zoo
- Palm Desert : Living Desert Zoo and Gardens
- Rosamond : Feline Conservation Center
- Sacramento : Zoo de Sacramento
- San Diego : Zoo de San Diego
- San Diego : San Diego Zoo Safari Park
- San Diego : SeaWorld San Diego
- San Francisco : Golden Gate Raptor Observatory
- San Francisco : Zoo de San Francisco
- San Francisco : California Academy of Sciences
- San Juan Capistrano : Zoomars Petting Zoo
- San José : Happy Hollow Zoo
- San Mateo : Coyote Point Museum
- Santa Ana : Zoo de Santa Ana
- Santa Barbara : Zoo de Santa Barbara
- Santa Rosa : Safari West
- Stinson Beach : Port Reyes Bird Observatory
- Topanga : Nature of Wildworks
- Vallejo : Discovery Kingdom
- Chula Vista : Living Coast Discovery Center
- El Monte : Gay's Lion Farm (fermé en 1942)
- Thousand Oaks : Jungleland USA  (fermé en 1969)
- Redwood Shores : Africa USA (fermé en 1969)

### Colorado
- Alamosa : Colorado Gators Farm
- Brighton : Rocky Mountain Bird Observatory
- Calhan : Big Cats of Serenity Springs
- Colorado Springs : zoo de Cheyenne Mountain
- Denver : Zoo de Denver
- Divide : Colorado Wolf and Wildlife Center
- Keenesburg : The Wild Animal Sanctuary
- Lake George : Indigo Mountain Nature Center
- Pueblo : Zoo de Pueblo
- Pueblo : Greenway and Nature Center of Pueblo
- Westminster : Mission : Wolf
- Westminster : The Butterfly Pavilion and Insect Center

### Connecticut
- Bridgeport : Beardsley Zoological Park
- Greenwich et Stamford : LEO Zoological Conservation Center

### Delaware
- Wilmington : Brandywine Zoo

### Floride
- Boca Raton : Gumbo Limbo Nature Center
- Christmas (Floride) : Jungle Adventures
- Coconut Creek : Butterfly World
- Comté de Palm Beach : Lion Country Safari
- Delray Beach : Sandoway House Nature Center
- Fort Meyers : Octagon Wildlife Sanctuary
- Gainesville : Santa Fe Teaching Zoo
- Gulf Breeze : Zoo de Gulf Breeze
- Jacksonville : Jacksonville Zoo and Gardens
- Key West : Key West Butterfly and Nature Conservatory
- Lake Monroe : Central Florida Zoological Park
- Melbourne : Brevard Zoo
- Miami : Miami MetroZoo
- Miami : Parrot Jungle and Island
- Miami : Everglades Safari Park
- Naples : Caribbean Gardens
- Orlando : Disney's Animal Kingdom
- Orlando : Gatorland
- Orlando : SeaWorld Orlando
- Palmdale : Gatorama
- Panama City Beach : ZooWorld
- Saint Augustine Beach : St. Augustine Alligator Farm Zoological Park
- Sanford : Central Florida Zoo and Botanical Gardens
- Tampa : Busch Gardens Africa
- Tampa : Lowry Park Zoological Park
- Tampa : Big Cat Rescue
- Tavernier : Florida Keys Wild Bird Sanctuary
- Wauchula : Center for Great Apes
- West Palm Beach : Palm Beach Zoo at Dreher Park
- Yulee : White Oak Conservation (en)

### Géorgie
- Albany : Chehaw Wild Animal Park
- Atlanta : Zoo d'Atlanta
- Dahlonega : Chestatee Wildlife Preserve
- Dawsonville : Kangaroo Conservation Center
- Pine Mountain : Pine Mountain Wild Animal Park
- Valdosta : Wild Adventures

### Hawaï
- Haiku : East Maui Animal Refuge
- Hilo : Panaewa Rainforest Zoo
- Honolulu : Zoo d'Honolulu
- Waimanalo : Sea Life Park Hawaï

### Idaho
- Boise : Zoo Boise
- Idaho Falls : Tautphaus Park Zoo
- Pocatello : Zoo de Pocatello
- Rexburg : Yellowstone Bear World

### Illinois
- Aurora : Phillips Park Zoo
- Bloomington : Miller Park Zoo
- Brookfield : Zoo de Brookfield
- Chicago : Zoo de Lincoln Park
- Chicago : Indian Boundary Park Zoo
- Coal Valley : Niabi Zoo
- Decatur : Scovill Zoo
- Gurnee : Serpent Safari
- Peoria : Peoria Zoo
- Springfield : Henson Robinson Zoo
- Wheaton : Cosley Zoo

### Indiana
- Albion : Black Pine Animal Sanctuary
- Battle Ground : Wolf Park
- Bringhurst : Indiana Coyote Rescue Center
- Center Point : Exotic Feline Rescue Center
- Evansville : Mesker Park Zoo
- Fort Wayne : Fort Wayne Children's Zoo
- Greensburg : Stapp's Circle S Ranch
- Indianapolis : Indianapolis Zoo
- Lafayette : Columbian Park Zoo
- Michigan City : Washington Park Zoo
- Parker City : ME's Zoo (fermé en 2008)
- South Bend : Potawatomi Zoo
- Topeka : Maple Lane Wildlife Farm

### Iowa
- Des Moines : Blank Park Zoo
- Dubuque : Storybook Hill Children's Zoo

### Kansas
- Caney : Safari Zoological Park
- Dodge City : Wright Park Zoo
- Emporia : David Traylor Zoo of Emporia (Emporia Zoo)
- Clay Center : Clay Center Zoo
- Garden City : Lee Richardson Zoo
- Garden Plain : Eagle Valley Raptor Center
- Goddard : Tanganyika Wildlife Park
- Great Bend : Brit Spaugh Zoo
- Hutchinson : Hutchinson Zoo
- Independence : Ralph Mitchell Zoo
- Lawrence : Prairie Park Nature Center
- Louisburg : Cedar Cove Feline Conservatory & Sanctuary
- Manhattan : Sunset Zoo (Sunset Zoological Park)
- Manhattan : Insect Zoo at Kansas State
- Nickerson : Hedrick's Exotic Animal Farm
- Olathe : Ernie Miller Nature Center
- Salina : Rolling Hills Wildlife Adventure
- Topeka : Topeka Zoo
- Wichita : Sedgwick County Zoo
- Wichita : Chaplin Nature Center

### Kentucky
- Louisville : Senning's Park (fermé en 1939)
- Louisville : Zoo de Louisville
- Horse Cave : Kentucky Down Under
- Nicholasville : Wolf Run Wildlife Refuge
- Slade : Kentucky Reptile Zoo

### Louisiane
- Alexandria : Alexandria Zoological Park
- Baton Rouge : Baton Rouge Zoo
- Delhi : High Delta Safari Park
- Folsom : Global Wildlife Center
- Frierson : Yogie and Friends Exotic Cat Sanctuary
- Lafayette : Zoo of Acadiana
- Monroe : Louisiana Purchase Gardens and Zoo
- La Nouvelle-Orléans : Audubon Insectarium
- La Nouvelle-Orléans : Audubon Zoo

### Maine
- Trenton : Kisma Preserve
- York Beach : York's Wild Kingdom

### Maryland
- Baltimore : The Maryland Zoo
- Cambridge : Blackwater National Wildlife Refuge
- Cumberland : Tristate Zoological Park
- Rising Sun : Plumpton Park Zoo
- Salisbury : Salisbury Zoo
- Thurmont : Catoctin Wildlife Preserve and Zoo

### Massachusetts
- Attleboro : Capron Park Zoo
- Boston : Franklin Park Zoo
- Boston : Boston Aquarial and Zoological Gardens
- Boston : musée de la science
- Ipswich : Wolf Hollow
- Lincoln : Drumlin Farm
- Ludlow : Lupa Zoo
- Mendon : Southwick's Zoo
- New Bedford : Buttonwood Park Zoo
- Pittsfield : The Berkshire Museum Aquarium
- Springfield : The Zoo in Forest Park
- Stoneham : Stone Zoo
- West Yarmouth : ZooQuarium

### Michigan
- Battle Creek : Binder Park Zoo
- Détroit : Zoo de Détroit
- Détroit : Belle Isle Nature Zoo
- Détroit : Belle Isle Zoo (fermé en 2005)
- Grand Rapids : John Ball Zoological Garden (en)
- Lansing : Potter Park Zoo
- Comté de Mackinac : Garlyn Zoo
- Saginaw : Children's Zoo at Celebration Square
- Wallace : DeYoung Family Zoo

### Minnesota
- Apple Valley : Minnesota Zoo
- Byron : Zollman Zoo
- Duluth : Lake Superior Zoo
- Freeport : Hemker Wildlife Park
- Little Falls : Pine Grove Zoo
- Saint Paul : The Como Park Zoo

### Mississippi
- Collins : Collins Zoo
- Hattiesburg : Hattiesburg Zoo
- Jackson : Jackson Zoological Park
- Tupelo : Tupelo Buffalo Park and Zoo

### Missouri
- Eagle Rock : Promised Land Animal Park
- Euroka : Endangered Wolf Center
- Kansas City : Kansas City Zoological Gardens
- Saint-Louis : Grant's Farm
- Saint-Louis : Parc zoologique de Saint-Louis
- Springfield : Dickerson Park Zoo
- Springfield : Wonders of Wildlife Museum & Aquarium
- Stafford : Wild Animal Safari

### Montana
- Billings : Zoo Montana
- Bitterroot Mountains : Raptors of the Rockies
- Bozeman : Montana Grizzly Encounter
- Corvallis : Teller Wildlife Refuge
- West Yellowstone : Grizzly Discovery Center

### Nebraska
- Lincoln : Pioneers Park Nature Center
- Lincoln : Lincoln Children's Zoo
- Omaha : Zoo Henry Doorly
- Scottsbluff : Riverside Park and Zoo

### Nevada
- Fallon : Tiger Touch
- Las Vegas : Southern Nevada Zoological-Botanical Park
- Moapa : Roos-n-More Zoo
- Reno : Sierra Safari Zoo
- Reno : Anima Ark

### New Jersey
- Jackson : Safari Off Road Adventure

### New York
- Catskill : Catskill Game Farm
- New York
- Zoo du Bronx
- Zoo de Prospect Park
- Zoo de Central Park
- Zoo du Queens
- Zoo de Staten Island

### Ohio
- Cincinnati : Cincinnati Zoo and Botanical Garden
- Cleveland : Cleveland Metroparks Zoo

### Texas
- Brownsville : Gladys Porter Zoo
- Houston : Zoo de Houston
- San Antonio : Zoo et Aquarium de San Antonio

### Washington D.C.
- Parc zoologique national de Washington